# Балцарине (Варезе)
Балцарине је насеље у Италији у округу Варезе, региону Ломбардија.
Према процени из 2011. у насељу је живело 119 становника. Насеље се налази на надморској висини од 251 м.